# Teodozjusz (Pecyna)
Teodozjusz (właściwie Roman Stanisławowycz Pecyna, ur. 6 kwietnia 1950 w Borysławiu, zm. 23 lipca 2010) – arcybiskup drohobycki i samborski Ukraińskiej Autokefalicznej  Cerkwi Prawosławnej.
W latach 1974–1977 studiował w Moskiewskim Seminarium Duchowym, które zakończył ze stopniem kandydata teologii. 4 grudnia 1981 roku został wyświęcony na księdza. 27 sierpnia 1982 roku został przeorem cerkwi Narodzenia NMP we wsi Krynica (rejon mikołajowski) obwodu lwowskiego. 3 grudnia 1994 roku otrzymał tytuł archimandryty. 24 stycznia 2000 roku przyznano mu tytuł arcybiskupa. 13 grudnia 2006 został przez sobór Ukraińskiej Cerkwi Prawosławnej Patriarchatu Kijowskiego odsunięty od kierowania diecezją drohobycko-samborską i przeniesiony w stan spoczynku.
Nie pogodził się z tym i przeszedł do UAPC, gdzie w czerwcu 2007 roku został przyjęty do składu Episkopatu UAPC z tytułem Arcybiskup Drohobycki i Samborski.
W 1999 został uhonorowany Orderem Świętego Michała. 29 czerwca 2010 roku arcybiskup Feodosij otrzymał medal UAPC „Za poświęcenie i wierność”.